# Sant’Angelo Limosano
Sant’Angelo Limosano község (comune) Olaszország Molise régiójában, Campobasso megyében.

## Fekvése
A megye nyugati részén fekszik. Határai: Fossalto, Limosano, Lucito, Salcito, San Biase és Trivento.

## Története
A település eredetére vonatkozóan nincsenek pontos adatok. Első írásos említése a 12. századból származik, amikor a Santangelo család (Montagano hűbérurai) birtoka volt. A következő századokban különböző nemesi családok birtokolták. A 19. században nyerte el önállóságát, amikor a Nápolyi Királyságban felszámolták a feudalizmust.

## Népessége
A népesség számának alakulása:

## Főbb látnivalói
- Madonna delle Stelle-templom
- Santa Maria Assunta-templom
- San Rocco-templom